# Canal de Calais

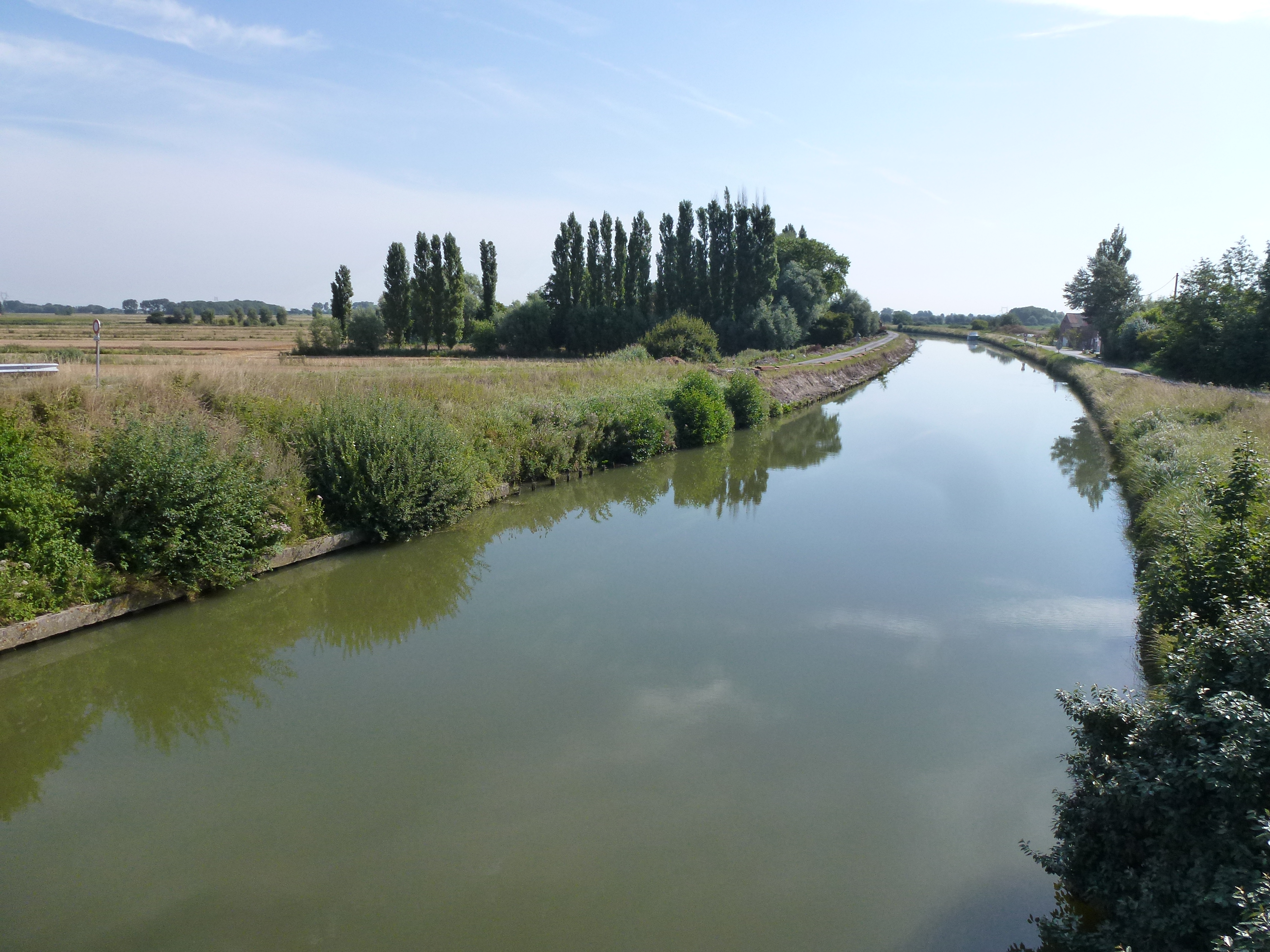
Canal de Calais bij Ruminghem

Het Canal de Calais is een kanaal in het departement Pas-de-Calais dat Calais verbindt met de Aa bij Ruminghem.

## Geschiedenis
Reeds in de 17e eeuw begon men met de aanleg van het kanaal, maar pas in 1758 werd het volledig in gebruik genomen. In de jaren '80 van de 20e eeuw werd het kanaal over 2/3 van zijn lengte verbreed.

## Kanaal
Het kanaal verbindt het Nauw van Calais te Calais via Coulogne, Les Attaques, Nortkerque, Audruicq en Ruminghem met de Aa, bij het gehucht Pont-du-West. Bij het gehucht Le Pont d'Ardres is er een aftakking naar Ardres.
Het kanaal is 30 km lang en heeft 3 sluizen.